# Саук (половецкий хан)
Саук (? — после 1079 года) — половецкий хан, участник набегов на Русь.

## Биография
Участник русско-половецких войн. Зимой 1078-1079 года вместе с другими половецкими ханами Асадуком и Белкатгином совершил поход на Русь, был сожжён город Стародуб и разорены окрестности. Черниговский князь Владимир Мономах со своими воинами и союзными ему половцами догнал половцев и на реке Десне разгромил их, Саук и Асадук попали в плен..
Хан Белкатгин был разгромлен на следующий день восточнее Новгорода-Северского, были освобождены пленники.
В дальнейшем не упоминался.